# Edgar F. Codd
Edgar Frank Codd, detto Ted (Portland, 23 agosto 1923 – Williams Island, 18 aprile 2003), è stato un informatico britannico, fondatore della teoria delle basi di dati relazionali.

## Biografia
Edgar F. Codd nacque a Portland su un'isola nella contea del Dorset in Inghilterra e studiò  matematica e chimica all'Exeter College dell'Università di Oxford.
Nel 1948 si trasferì a New York per lavorare per l'IBM come programmatore matematico.
Nel 1953, in dissenso con le politiche portate avanti dal senatore Joseph McCarthy, si trasferì ad Ottawa. Ha ricevuto un Premio Turing nel 1981. Morì di insufficienza cardiaca nella sua casa di Williams Island, in Florida, all'età di 79 anni, il 18 aprile 2003.

## Attività
Negli anni sessanta e settanta, mentre lavorava per l'IBM, creò il modello relazionale per la gestione delle basi di dati, pubblicando "A Relational Model of Data for Large Shared Data Banks" ("Un modello relazionale di dati per gestire grandi banche dati condivise") nel 1970.
Con suo grande disappunto, l'IBM tardò a sfruttare i suoi suggerimenti fino a quando la concorrenza cominciò ad implementarli. Ad esempio, Larry Ellison costrui il database Oracle sulla base delle idee di Codd. Una delle forme normali impiegate nella normalizzazione di basi di dati, la Forma normale di Boyce-Codd, prende proprio il nome da Edgar.
Edgar Codd coniò inoltre il termine OLAP e scrisse le dodici regole dell'esecuzione analitica online (online analytical processing). Fu autore, quindi, di considerevoli contributi all'informatica, ma il modello relazionale, una teoria generale della gestione dei dati che ebbe un enorme seguito, rimane il suo conseguimento più memorabile    .